# Klaus Velten
Klaus Velten (* 27. Juni 1978 in Bonn) ist ein deutscher Koch, Unternehmer und Fernsehkoch. Den Fernsehzuschauern ist Velten vor allem durch seine Auftritte in der RTL-Morgensendung Guten Morgen Deutschland bekannt.

## Leben
Als Sohn des Konditormeisters Peter Velten wird Klaus Velten 1978 in Bonn geboren. 1995 bis 1997 absolviert er eine Kochlehre im Herrenhaus Buchholz. In Zeiten der Bonner Republik zählt das Restaurant zu den Topadressen der ehemaligen Bundeshauptstadt. Nach seiner Ausbildung begann Velten seine Wanderjahre in der Sternegastronomie. Unter anderem arbeitet er als Privatkoch bei Familie Bismarck (2002), Heidi Horten (2003) und einer Galeristen-Dynastie in Köln (2004). 2008 gründet Velten zusammen mit seinem Geschäftspartner, dem Koch Christoph Dubois, das Kochatelier Bonn. 2012 kommt das Kochatelier St. Augustin dazu. Ende August 2014 eröffnen Velten und Dubois ihre dritte Kochschule, das Kochatelier Bergisch Gladbach. Klaus Velten arbeitet seit 2005 auch als Show- und Eventkoch. Darüber hinaus schreibt er seit 2011 eine regelmäßige Rezeptkolumne für die Frauenzeitschrift Bella.

## Fernsehkoch
Den Fernsehzuschauern ist Klaus Velten vor allem durch seine Auftritte im RTL-Frühstücksfernsehen als „Guten-Morgen-Deutschland-Koch“ (seit 2013) bekannt. Velten präsentiert dort – zumeist live aus dem Studio in Köln – zusammen mit dem Moderatoren-Team Rezepte und Küchenkniffe. Zuvor war Velten unter anderem beim ZDF („Aldi gegen Lidl“), auf kabel eins („Kampf der Köche“), bei tv.gusto („Calli kocht“) bei tv.nrw („Echt lecker!“) und bei RTL („stern TV“) zu sehen.

## Ehrenamtliches Engagement
Seit 2008 gehört Klaus Velten neben Marco Schreyl, Arne Friedrich, Michaela May und Cosma Shiva Hagen zu den prominenten Schutzengeln für Menschen mit der unheilbaren Erbkrankheit Mukoviszidose. Das Charity-Format „Schutzengel bitte zu Tisch!“ zugunsten des Mukoviszidose e.V. startete 2009 in Veltens Bonner Kochatelier.

## Buchautor/Mitautor
- Das große Buch der Pasteten. Gräfe und Unzer, München 2013, ISBN 978-3-8338-3338-0.
- Vegetarisch. Gräfe und Unzer, München 2013, ISBN 978-3-8338-2848-5.
- Das kleine Buch vom Öl. Teubner Verlag, München 2010, ISBN 978-3-8338-1911-7.
- Das kleine Buch vom Salz. Teubner Verlag, München 2009, ISBN 978-3-8338-1655-0.
- Seafood – Kochkurs für Genießer. Teubner Verlag, München 2008, ISBN 978-3-8338-0769-5.
- Die große Teubner Küchenpraxis. Teubner Verlag, München 2008, ISBN 978-3-8338-1178-4.
- Teubner Messer. Gräfe u. Unzer, München 2014, ISBN 978-3-8338-3846-0.

## Belege
1. ↑  Klaus Velten – Vita. Offizielle Website Klaus Veltens. Abgerufen am 13. September 2014.
2. ↑  Klaus Velten – Presse. Offizielle Website Klaus Veltens. Abgerufen am 13. September 2014.
3. ↑  Klaus Velten – TV-Koch. Offizielle Website Klaus Veltens. Abgerufen am 13. September 2014.
4. ↑  Mukoviszidose e.V. – Freunde & Förderer. (Seite nicht mehr abrufbar, festgestellt im März 2022. Suche in Webarchiven)  Info: Der Link wurde automatisch als defekt markiert. Bitte prüfe den Link gemäß Anleitung und entferne dann diesen Hinweis. Offizielle Website des Mukoviszidose e.V. Abgerufen am 13. September 2014.

| Personendaten    | Personendaten          |
| ---------------- | ---------------------- |
| NAME             | Velten, Klaus          |
| KURZBESCHREIBUNG | deutscher Fernseh-Koch |
| GEBURTSDATUM     | 27. Juni 1978          |
| GEBURTSORT       | Bonn                   |